# 館山駅

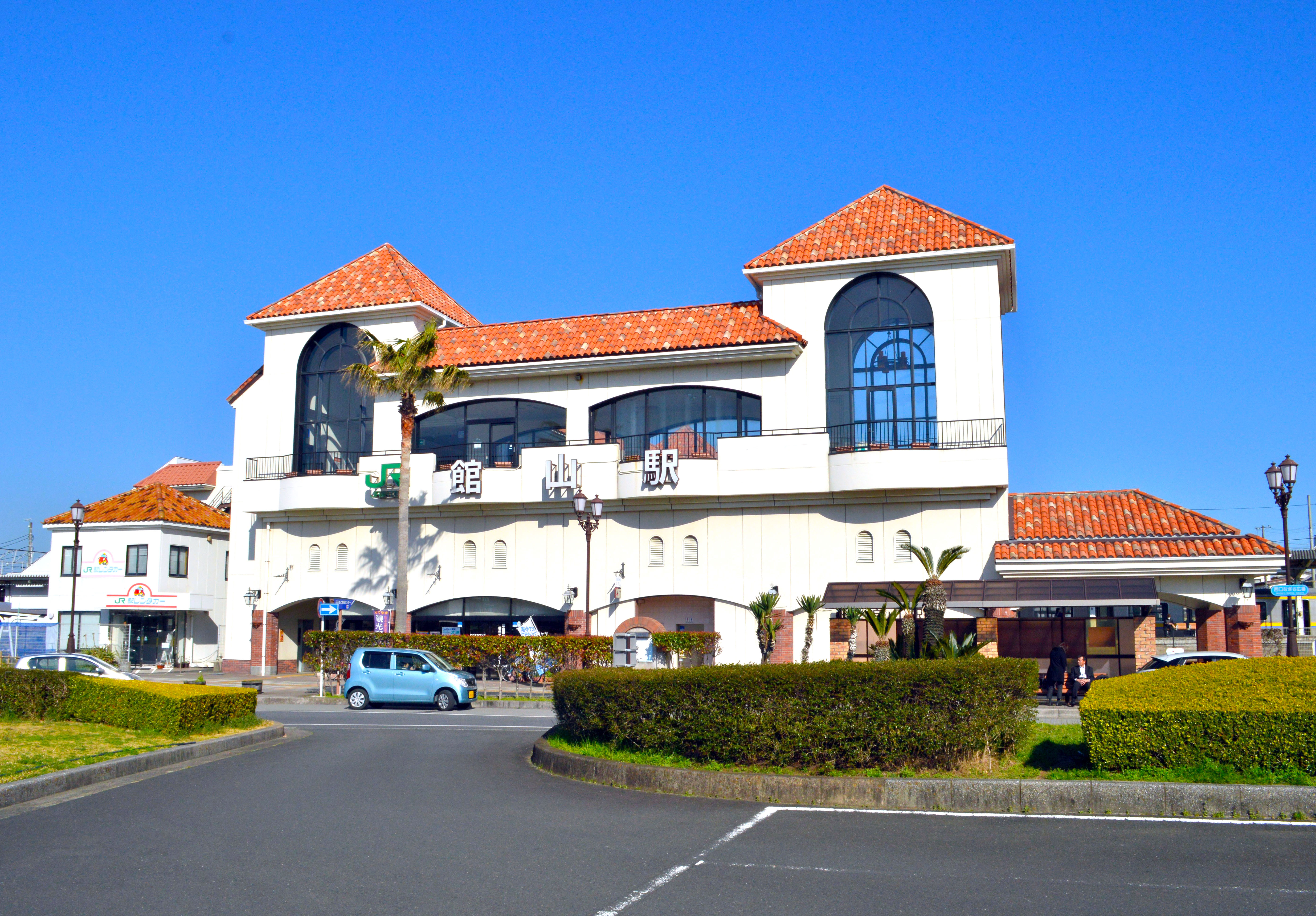
西口（2016年3月）

館山駅（たてやまえき）は、千葉県館山市北条にある、東日本旅客鉄道（JR東日本）内房線の駅である。関東の駅百選に選定されている。

## 歴史
当駅は旧北条町中心部に位置している。北条と館山は別の街であったことから開業当初安房北条駅を名乗っていた。1933年（昭和8年）に北条町と館山町が合併し館山北条町となり、1939年（昭和14年）に館山北条町と那古町及び船形町が合併して館山市が誕生した後、1946年（昭和21年）3月に館山駅に改称された。

### 年表
- 1919年（大正8年）5月24日：鉄道院北条線の安房北条駅（あわほうじょうえき）として開設[1]。
- 1929年（昭和4年）4月15日：房総線安房鴨川延伸により北条線を房総線に編入[1]。同線の駅となる[1]。
- 1933年（昭和8年）4月1日：房総線蘇我 - 安房鴨川間房総西線分離に伴い、房総西線の駅となる[1]。
- 1946年（昭和21年）3月1日：館山駅に改称[1]。
- 1969年（昭和44年）7月11日：電化完成[1]。
- 1972年（昭和47年）7月15日：路線名称変更により内房線の駅となる[1]。
- 1982年（昭和57年）11月15日：貨物取扱停止[5]。
- 1986年（昭和61年）3月3日：荷物扱い廃止[5]。
- 1987年（昭和62年）4月1日：国鉄分割民営化に伴い、東日本旅客鉄道（JR東日本）の駅となる[1]。
- 1999年（平成11年）
  - 3月27日：橋上駅舎と自由通路が完成[注 1]。
  - 9月：関東の駅百選に選定される[4]。選定理由は「スペイン風の洒落た駅舎で南欧情緒あふれる南房総にふさわしい駅」[4]。
- 2009年（平成21年）3月14日：ICカード「Suica」の利用が可能となる[8]。東京近郊区間に組込まれる[8]。自動改札機と指定席券売機を導入。
- 2019年（令和元年）11月9日：発車メロディをX JAPANの「Forever Love」に変更[9][10]。
- 2023年（令和5年）
  - 3月22日：みどりの窓口の営業終了[2][11]。
  - 3月23日：話せる指定席券売機を導入[2][11]。

## 駅構造
単式ホーム1面1線と島式ホーム1面2線、計2面3線を有する地上駅で橋上駅舎を有する。3番線海側に数本の留置線や保線用施設がある他、下り方に1本、上り方に6本の留置線がある。出口は海に近い西口と、市街地として栄えていてバスターミナルのある東口がある。
木更津統括センターの直営駅であり、管理駅として、保田駅 - 和田浦駅間の各駅を管理している。自動改札機（Suica対応）、話せる指定席券売機が設置されている。
X JAPANのYOSHIKIが館山市出身であることから、2019年11月9日からYOSHIKIが作曲した「Forever Love」が発車メロディとして使用されている。ホームとは別に誰でも自由に押すことができ、同曲が流れる発車ベルスイッチが駅構内に設置されており、2023年に『24時間テレビ 「愛は地球を救う」』（日本テレビ制作）のロケーション撮影で本駅を訪れたYOSHIKI本人もこのスイッチを押している。なお、以前は永楽電気製「浜千鳥」の当駅のみのバージョンを使用していた。

### のりば
| 番線 | 路線    | 方向 | 行先                   | 備考                        |
| ---- | ------- | ---- | ---------------------- | --------------------------- |
| 1    | ■内房線 | 下り | 安房鴨川方面           | 一部は2・3番線              |
| 2・3 | ■内房線 | 上り | 木更津・千葉・東京方面 | B.B.BASE内房は1番線から発車 |

（出典：JR東日本:駅構内図）
- 下り直通列車は主に1番線、上り列車は主に2番線、当駅始発の下り列車は主に3番線を使用する。

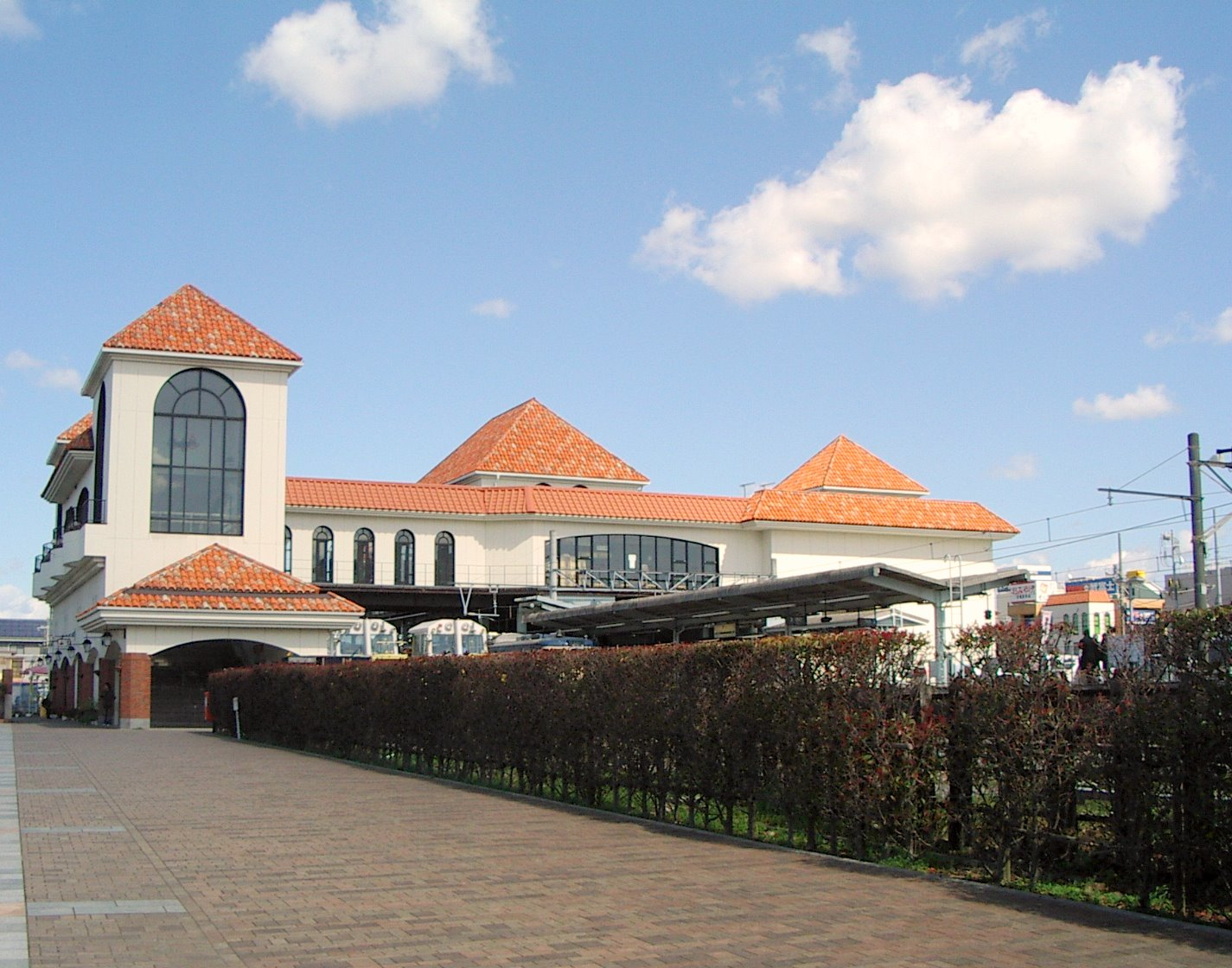
駅舎全景（2007年3月）
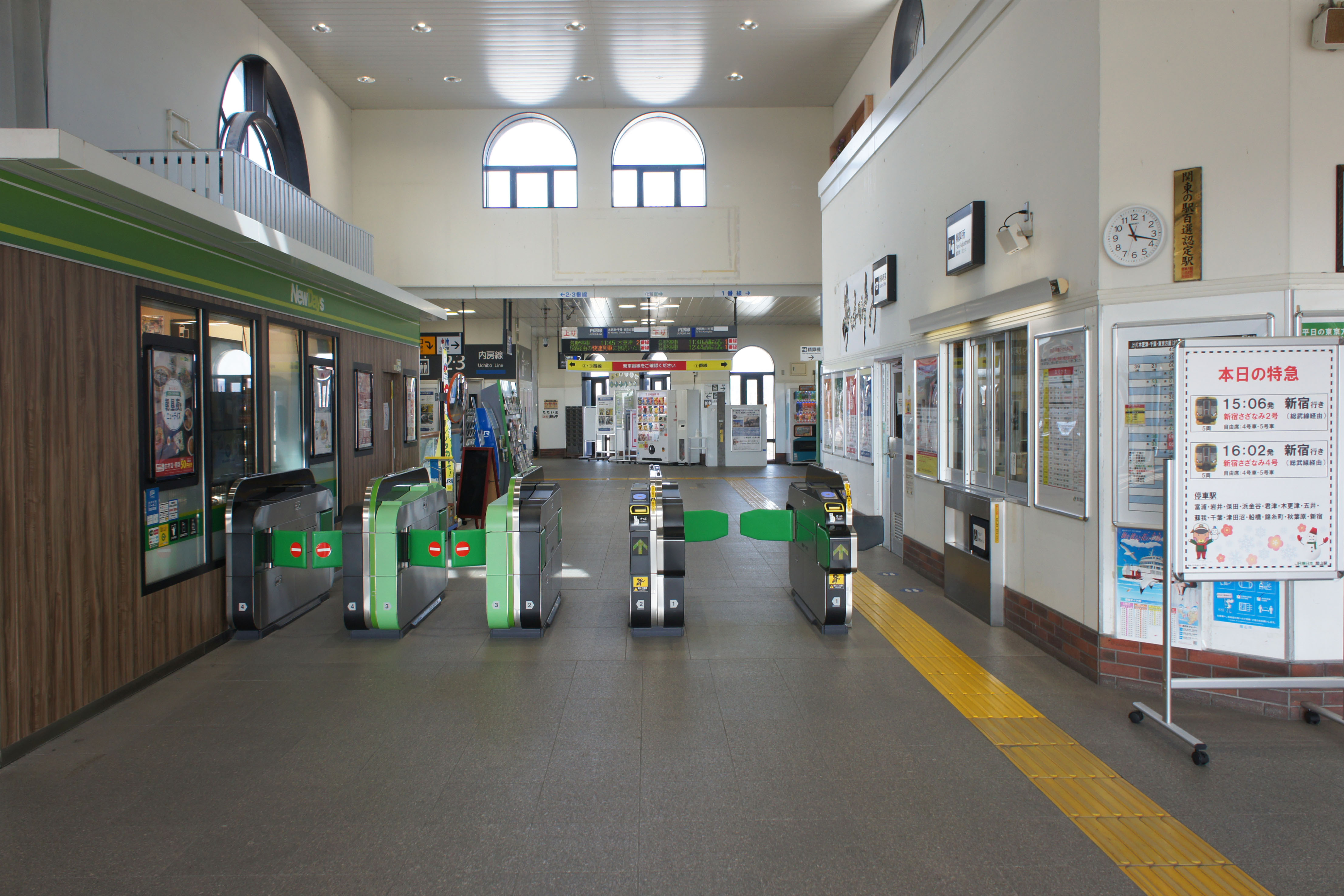
改札口（2022年2月）
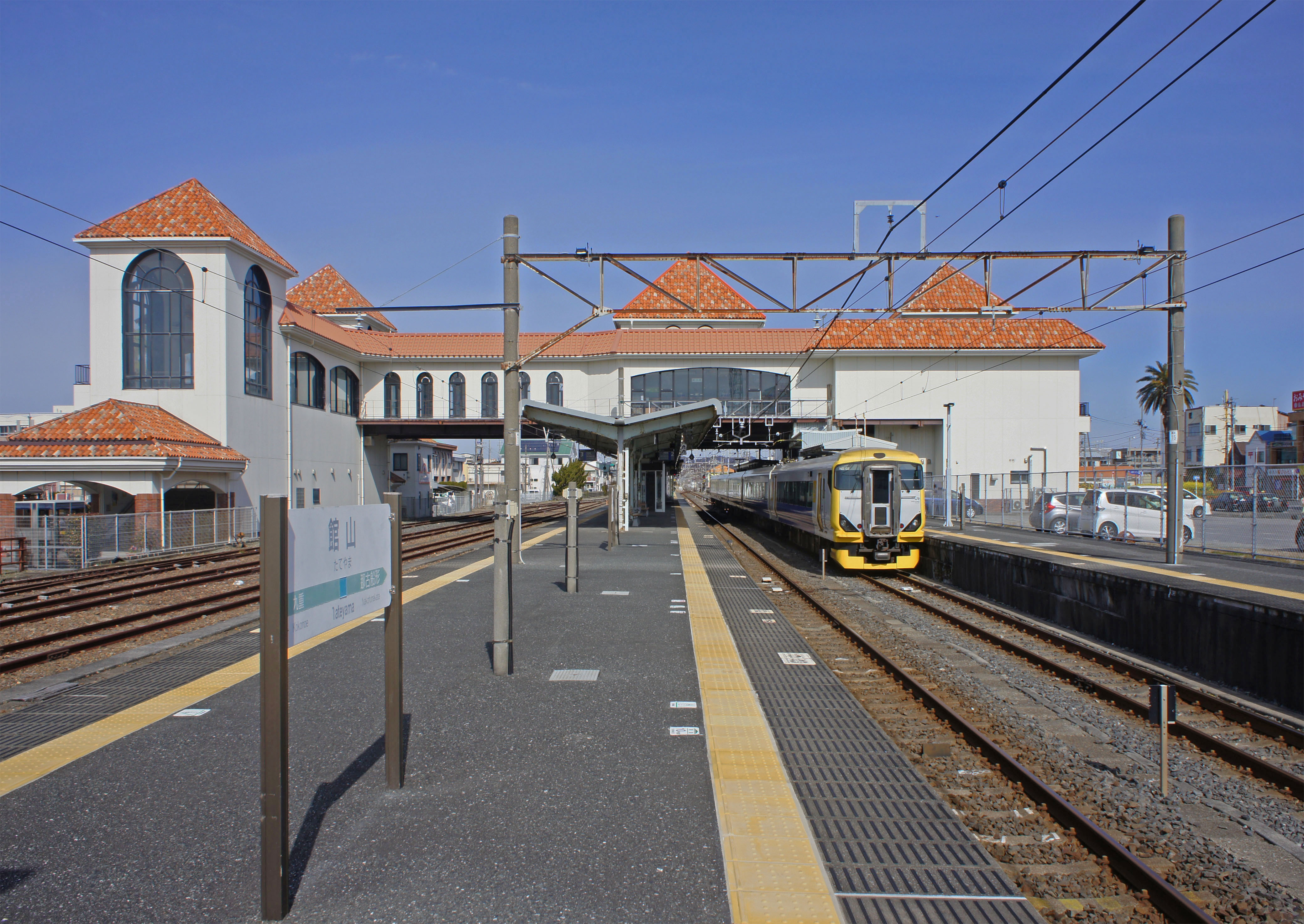
駅ホーム（2022年2月）

### 駅設備
- トイレ（水洗式）が改札内に1つ、改札外には西口と東口にそれぞれある。
- 上りエスカレータが2階にある駅舎・各ホームを結ぶ。
- 2階改札口と1階の西口・東口を結ぶエレベータがそれぞれある。
- 2・3番ホームと2階改札口とを結ぶエレベータがある。
- 改札外にNewDaysminiがある。
- 自由通路東方に市民ギャラリー（絵画展示など）がある。
- 東口階下に観光案内所・物産展示コーナーがある。
- 西口には駅レンタカー受付窓口が隣接して設置されている。
- 改札口には電光掲示板がある。
- レンタル電動自転車が試験的に導入された。運営はジェイアール東日本レンタリースに委託。
- 改札口近くの壁面に「関東の駅百選」の認定板が設置されている[16]。

### 構内配線・信号設備等
| 運転番線 | 営業番線 | ホーム | 千葉方面着発 | 安房鴨川方面着発 | 引上げ線着発 | 電留線着発 | 備考       |
| -------- | -------- | ------ | ------------ | ---------------- | ------------ | ---------- | ---------- |
| 下本     | 1        | 11両分 | 到着・出発可 | 到着・出発可     | 入出区可     | 入出区可   | 下り主本線 |
| 上本     | 2        | 11両分 | 到着・出発可 | 到着・出発可     | 入出区可     | 入出区可   | 上り主本線 |
| 上1      | 3        | 11両分 | 到着・出発可 | 到着・出発可     | 入出区可     | 入出区可   |            |

- 信号設備上当駅を通過することはできない（場内信号機に進行現示がない）。
- 夜間を中心に1・3番線や那古船形寄りの留置線（電留1番 - 電留6番線）に普通列車5本が留置される。
- 九重寄りに引上げ線があり、臨時列車の留置や工事列車の機回しに使用される。

（出典：今尾恵介『JR東日本全線【決定版】鉄道地図帳vol.4 水戸・千葉支社管内編』学研プラス、2010年3月19日。ISBN 978-4056057652。）

## 駅弁

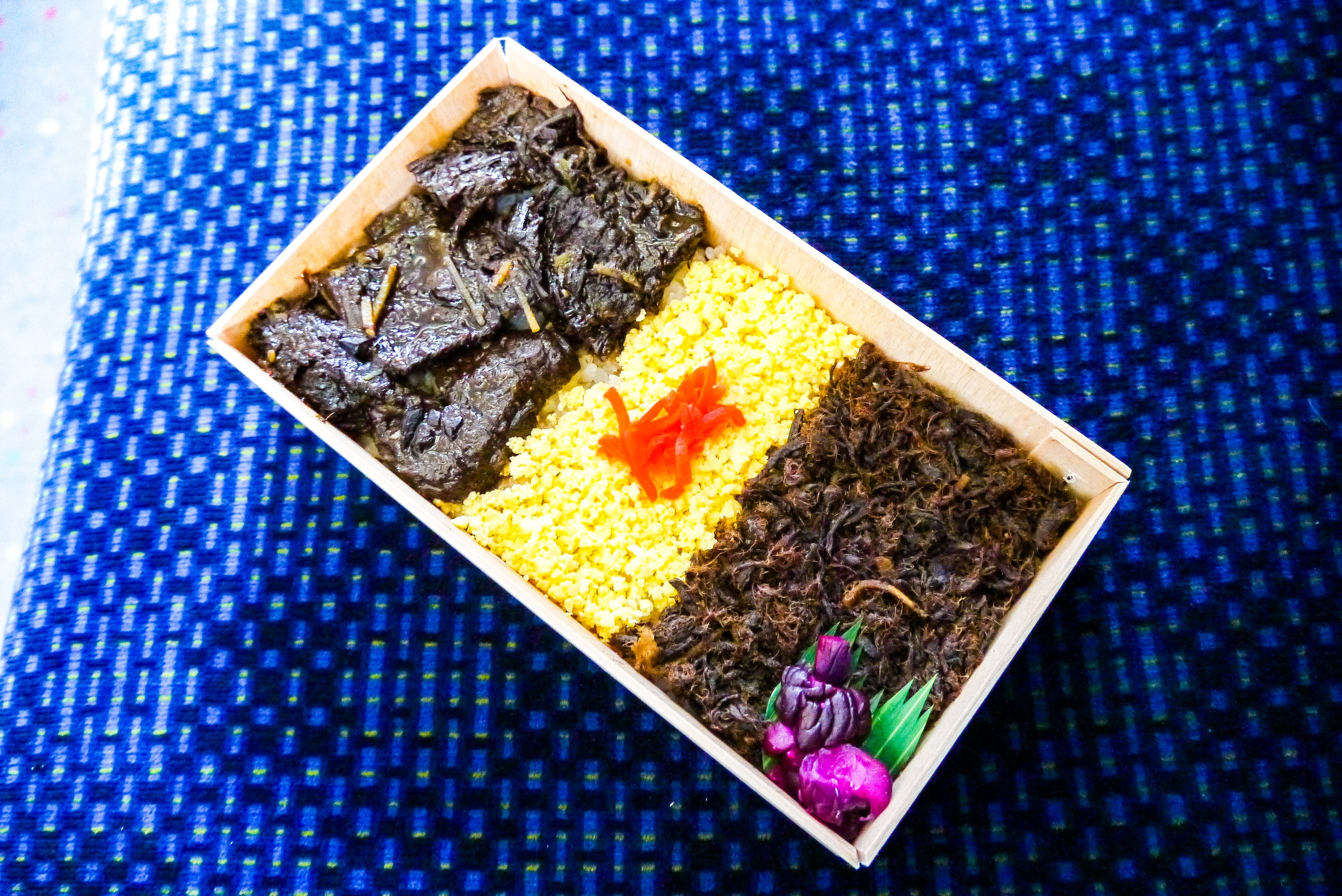
名物駅弁のくじら弁当（2014年2月）

東口の出入口前にあるマリン（食堂と売店が併設された施設）が、事実上の駅弁を調製していて、予約にも対応している。
「房州名物くじら弁当」（1000円）は、貴重なクジラ肉を使用しており、当駅のご当地駅弁としてメディアでも多々取り上げられている。
以下、主な駅弁（弁当）一覧（2017年現在）。
- 房州名物くじら弁当
- くじら弁当竜田揚げ
- 幕の内弁当

## 利用状況
2023年度（令和5年度）の1日平均乗車人員は1,438人である。1997年（平成9年）の東京湾アクアラインの開通後は東京との移動は高速バスが主流となったため、当駅の利用者は減少している。
1990年度（平成2年度）以降の1日平均乗車人員の推移は下記の通り。
| 年度               | 1日平均 乗車人員 | 出典     |
| ------------------ | ---------------- | -------- |
| 1990年（平成02年） | 6,151            | [ * 1 ]  |
| 1991年（平成03年） | 5,778            | [ * 2 ]  |
| 1992年（平成04年） | 5,619            | [ * 3 ]  |
| 1993年（平成05年） | 5,572            | [ * 4 ]  |
| 1994年（平成06年） | 5,266            | [ * 5 ]  |
| 1995年（平成07年） | 5,001            | [ * 6 ]  |
| 1996年（平成08年） | 4,685            | [ * 7 ]  |
| 1997年（平成09年） | 4,402            | [ * 8 ]  |
| 1998年（平成10年） | 4,247            | [ * 9 ]  |
| 1999年（平成11年） | 4,057            | [ * 10 ] |
| 2000年（平成12年） | 3,861            | [ * 11 ] |
| 2001年（平成13年） | 3,695            | [ * 12 ] |
| 2002年（平成14年） | 3,528            | [ * 13 ] |
| 2003年（平成15年） | 3,415            | [ * 14 ] |
| 2004年（平成16年） | 3,319            | [ * 15 ] |
| 2005年（平成17年） | 3,184            | [ * 16 ] |
| 2006年（平成18年） | 2,935            | [ * 17 ] |
| 2007年（平成19年） | 2,695            | [ * 18 ] |
| 2008年（平成20年） | 2,438            | [ * 19 ] |
| 2009年（平成21年） | 2,299            | [ * 20 ] |
| 2010年（平成22年） | 2,127            | [ * 21 ] |
| 2011年（平成23年） | 1,963            | [ * 22 ] |
| 2012年（平成24年） | 1,951            | [ * 23 ] |
| 2013年（平成25年） | 1,977            | [ * 24 ] |
| 2014年（平成26年） | 1,882            | [ * 25 ] |
| 2015年（平成27年） | 1,858            | [ * 26 ] |
| 2016年（平成28年） | 1,786            | [ * 27 ] |
| 2017年（平成29年） | 1,692            | [ * 28 ] |
| 2018年（平成30年） | 1,656            | [ * 29 ] |
| 2019年（令和元年） | 1,599            | [ * 30 ] |
| 2020年（令和02年） | 1,259            |          |
| 2021年（令和03年） | 1,342            |          |
| 2022年（令和04年） | 1,396            |          |
| 2023年（令和05年） | 1,438            |          |

## 駅周辺

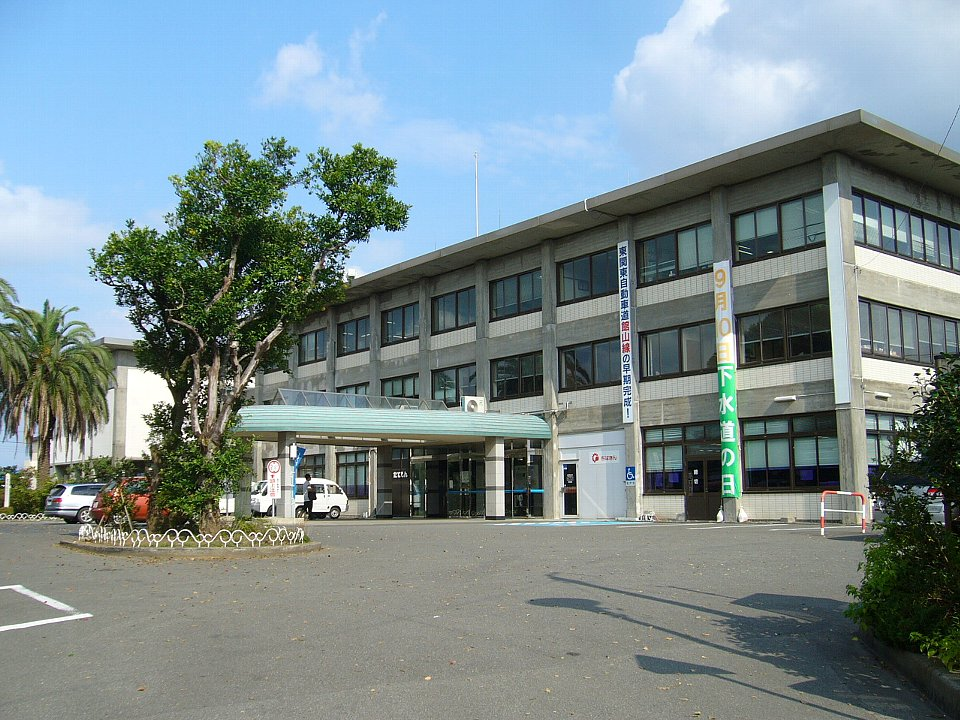
館山市役所

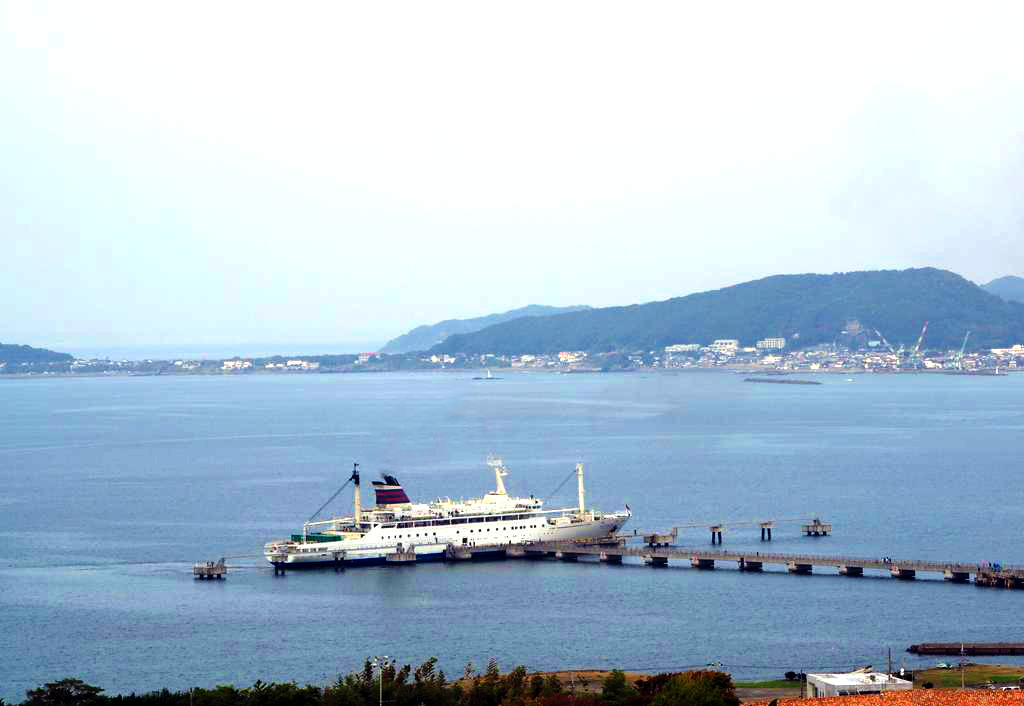
館山港（特定地域振興重要港湾）

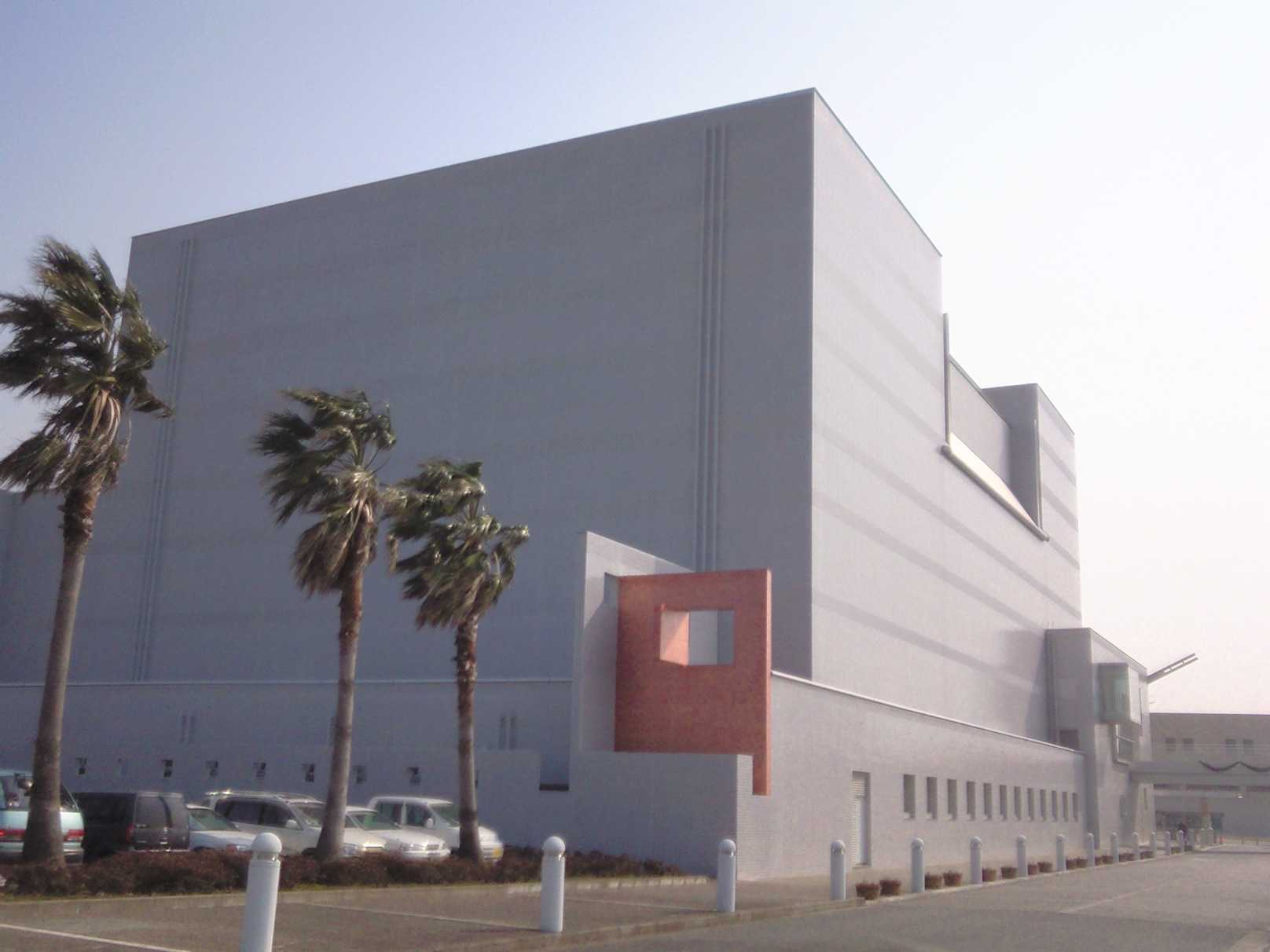
千葉県南総文化ホール

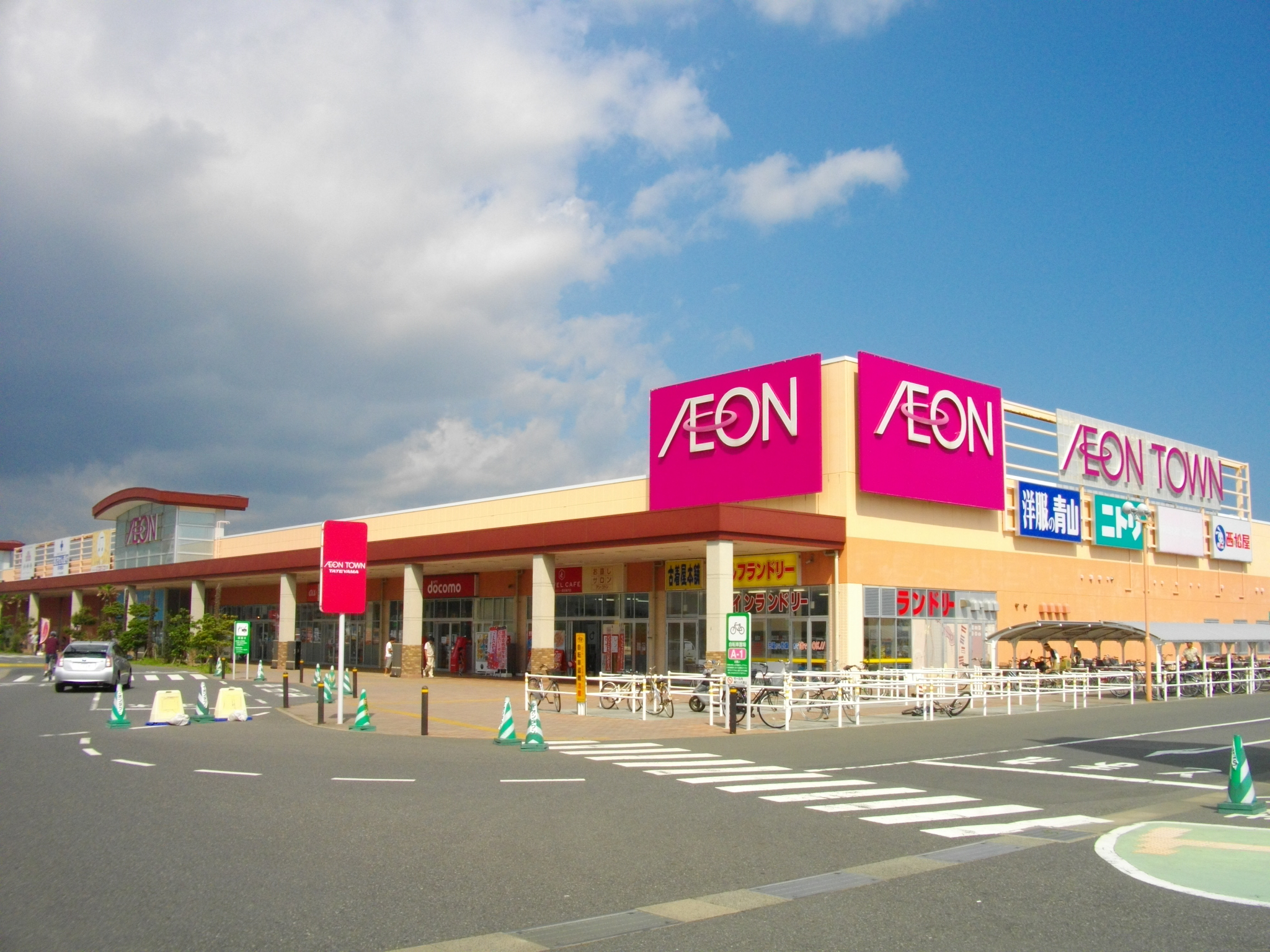
イオンタウン館山

館山市の中心市街地に位置する。駅周辺は行政機関、公共施設、中小商店などが点在し、近隣には国道127号・128号・410号の起点（南総文化ホール前・北条交差点）があり、館山バイパス沿いには大型ショッピングセンターや商業施設、飲食店（チェーンストア）などが林立する。館山湾沿いは、ホテル・旅館・民宿の宿泊施設が多い。
「館山駅オレンジロード、西口なぎさ広場、夕映え通り」で、2000年度（平成12年度）手づくり郷土賞を受賞。
- 国道127号
- 国道128号
- 国道410号
- 千葉県道250号館山港線
- 千葉県道257号南安房公園線
- 千葉県道271号館山停車場線
- 千葉県道302号館山富浦線
- 館山港（館山湾）
- 館山市役所
- 海上自衛隊館山航空基地
- 千葉県立安房高等学校
- 千葉県立館山総合高等学校水産校舎
- 千葉県安房西高等学校
- 館山市立第三中学校
- 館山市立北条小学校
- 館山市北条幼稚園
- “渚の駅”たてやま
- 千葉県南総文化ホール
- 館山市コミュニティセンター
- 東京国税局館山税務署
- 館山警察署
- 千葉地方裁判所館山支部・館山簡易裁判所
- 千葉家庭裁判所館山支部
- 千葉地方検察庁館山支部・館山区検察庁
- 館山郵便局
- 館山駅前郵便局
- 北条海水浴場
- 鶴谷八幡宮
- 北条中央公園
- ジェイアールバス関東館山支店
- 日東交通館山営業所
- 千葉興業銀行 館山支店

主な商業施設
- イオンタウン館山
  - イオン館山店
  - ヤマダデンキテックランド館山店
- 館山マーケットプレイス
- おどやスーパーセンター館山店
- おどや北条店
- おどや館山海岸店
- ケーズデンキ館山店
- カインズ館山店
- 宮沢書店本店

## バス路線

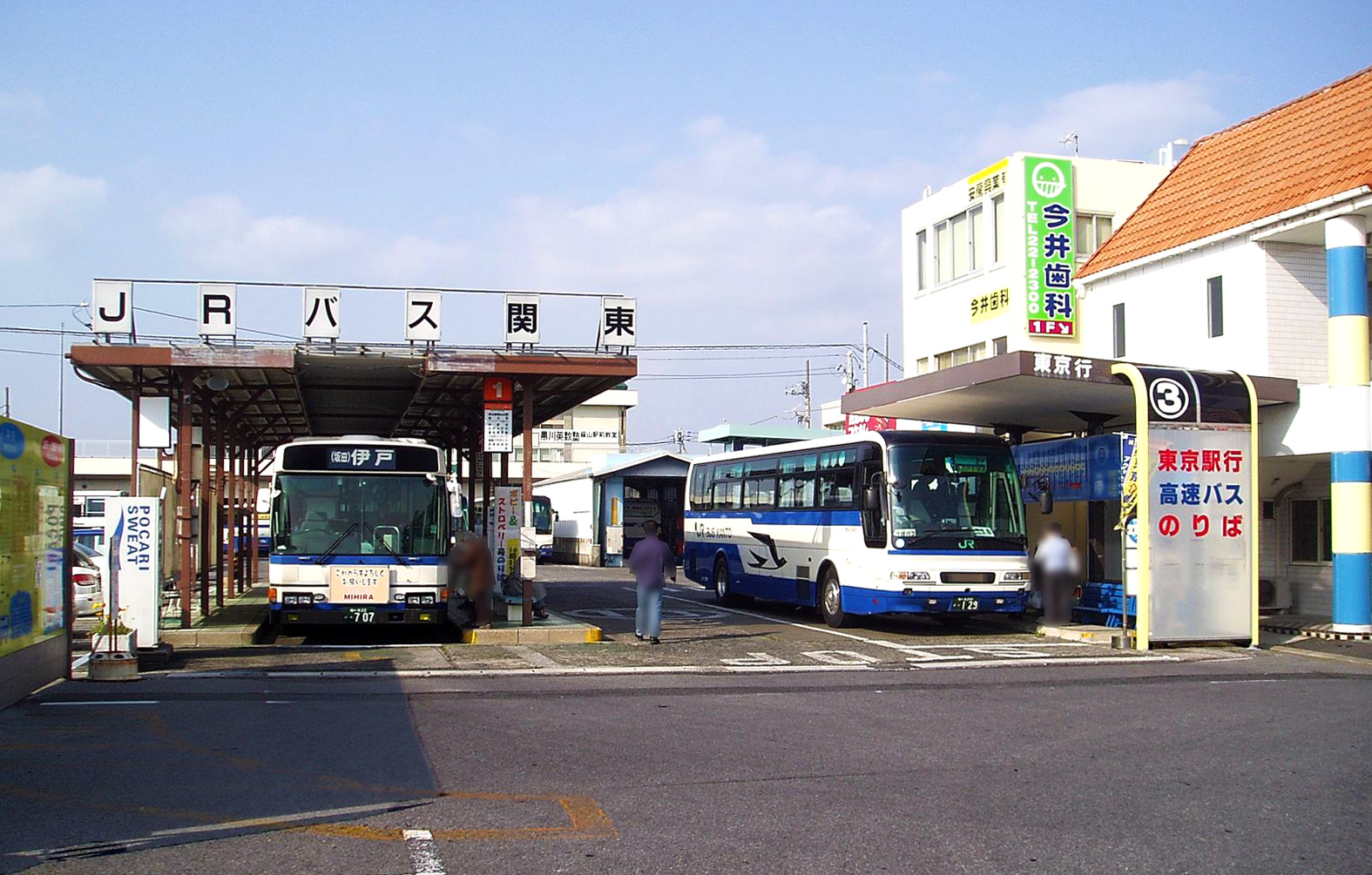
JRバス乗り場（2008年3月）

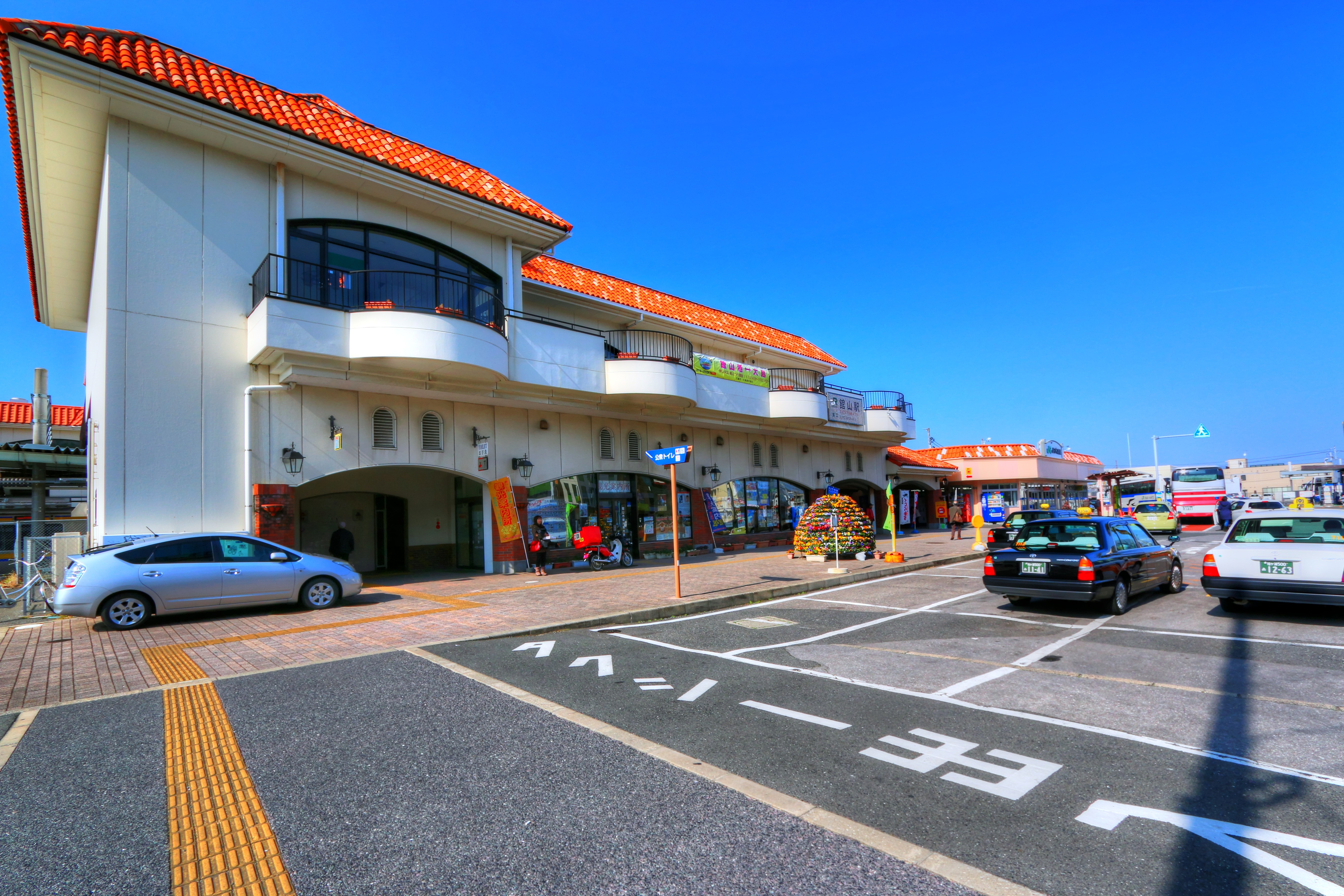
東口タクシー乗り場（2014年2月）

「館山駅（東口）」停留所にて、以下の路線バスや高速バスが発着する。
| 乗り場 | 運行事業者                    | 系統・行先                                                                       | 備考 |
| ------ | ----------------------------- | -------------------------------------------------------------------------------- | ---- |
| 1      | JRバス関東 日東交通           | 房総なのはな号：東京駅 新宿なのはな号：バスタ新宿（新宿駅新南口）                |      |
| 2      | JRバス関東                    | 洲の崎線：伊戸漁港 / 平砂浦海岸 / 南房パラダイス / 千里の風 南房州本線：安房白浜 |      |
| A      | 日東交通 京成バス千葉イースト | 南総里見号：千葉みなと駅                                                         |      |
| A      | 日東交通 京浜急行バス         | 横浜駅                                                                           |      |
| A      | 日東交通                      | 市内線：館山航空隊 / 小浜 館山市街地循環バス：市街地循環                         |      |
| B      | 日東交通                      | 鴨川 - 館山線：亀田病院 館山 - 千倉 - 白浜線・白浜線：安房白浜 丸線：細田        |      |

## 隣の駅
東日本旅客鉄道（JR東日本）
■内房線
- 臨時特急「新宿さざなみ」発着駅

那古船形駅 - 館山駅 - 九重駅

### 記事本文